# 春名敦貴
春名 敦貴（はるな あつき、1974年1月21日 - ）は、中華人民共和国上海市に活動基盤を置く日本の料理人。岡山県津山市出身。
2002年、中国に渡り深圳でホテルのレストラン料理長として働き始める。上海餐飲行業協会（上海レストラン協会）日本料理専業委員会の副会長のひとり。うどんすき専門店「河むら」総料理長。